# 木村元 (教育学者)
木村 元（きむら はじめ、1958年（昭和33年） - ）は、日本の教育学者。一橋大学名誉教授。青山学院大学特任教授。
石川県出身。富山大学教育学部卒業。東京大学大学院教育学研究科修了。

## 経歴
石川県出身。富山大学教育学部を卒業。東京大学大学院教育学研究科で教育学（教育史・哲学）を専攻した。
1990年（平成2年）に四国女子大学家政学部講師、1993年（平成5年）に四国大学家政学部助教授となり、1994年（平成6年）に一橋大学社会学部助教授に転じた。 
2000年（平成12年）に一橋大学社会学研究科教授となり、2021年（令和3年）に同特任教授、名誉教授となった。
2023年（令和5年）に青山学院大学コミュニティ人間科学部特任教授に転じた。この間、2017年（平成29年）から2019年（平成31年）にかけて日本教育学会副会長を務めた。

## 著書

### 単著
- 学校の戦後史、岩波書店（岩波新書）、2015年

### 共著
- （小玉重夫、船橋一男との共著）教育学をつかむ 改訂版、有斐閣、2019年）

### 編著
- （片桐芳雄との共編著）教育から見る日本の社会と歴史、八千代出版、2008年（2017年＜2版＞）
- 日本の学校受容：教育制度の社会史、勁草書房、2012年
- 近代日本の人間形成と学校―その系譜をたどる、クレス出版、2013年
- 境界線の学校史：戦後日本の学校化社会の周縁と周辺、東京大学出版会、2020年